# هيروتاكا تاكوشي
هيروتاكا تاكوشي (باليابانية: 竹内弘高؛ بالكانا: たけうち ひろたか) هو بروفيسور واقتصادي ياباني، ولد في 16 أكتوبر 1946 في طوكيو في اليابان.